# Parti pirate international
Pour les articles homonymes, voir PPI.
Pour Parti pirate, voir Liste des partis pirates.
Le Parti pirate international (abrégé en PPI) est une organisation regroupant les Partis pirates du monde entier.
Le PPI est régi par un conseil, mené par deux coprésidents. La ligne à suivre, la gouvernance, les listes de diffusion, la communication interne, les relations avec les instances internationales, la coordination de la fondation de partis pirates nationaux et les demandes d'affiliation sont à la charge de l'Assemblée générale du PPI qui doit se réunir au moins une fois par an.
Le Parti pirate international, défendant des idées de partage des données, a demandé son adhésion à l'Organisation mondiale de la propriété intellectuelle (OMPI) en tant que membre observateur, mais cette requête lui a été refusée. En revanche le statut d'observateur lui a été accordé pour la réunion interministérielle de l'OMC en décembre 2013 à Bali.

## Avènement du PPI
Inspirés par l'initiative suédoise, les partis pirates existent de façon plus ou moins active dans 65 pays , en plus du Parti pirate européen. Ces partis coopèrent et accordent leurs programmes par le biais du Parti Pirate international. Néanmoins, ils ne sont pas tous reconnus au niveau national et à ce jour le Parti pirate international regroupe 28 partis en tant que membres ordinaires et 6 organisations en tant qu'observatrices.
En juin 2007, les différents partis pirates se réunissent à Vienne, en Autriche pour discuter de l'avenir du mouvement. La conférence est intitulée Politique étape suivante !? Pirates à Bruxelles en 2009 !?. L'événement est organisé par l'Académie des beaux-arts de Vienne et plusieurs groupes militants. La dernière conférence du PPI s'est tenu les 14 et 15 avril 2012 à Prague en République tchèque, une discussion s'est tenue sur l'avenir et les objectifs du Parti pirate européen.

## Partis membres du PPI

Partis membres du PPI et du PPE.

### Partis membres ordinaires du PPI
Les membres ordinaires doivent :
- adhérer aux statuts et aux buts de l'association ;
- employer le mot pirate dans leur nom ;
- avoir un fonctionnement basé sur des principes démocratiques.

Il peut y avoir plusieurs membres ordinaires par pays. Le pouvoir de vote de ce pays est alors réparti entre les membres.
| Pays               | Nom du parti                                                | Membre du Parti pirate européen | Année d'adhésion |
| ------------------ | ----------------------------------------------------------- | ------------------------------- | ---------------- |
| Allemagne          | Piratenpartei Deutschland                                   | Oui                             | 2010             |
| Autriche           | Piratenpartei Österreichs                                   | Oui                             | 2010             |
| Belgique           | Parti pirate Belgique                                       | Oui                             | 2010             |
| Biélorussie        | Партыя піратаў Беларусі                                     | Non                             | 2013             |
| Brésil             | Partido Pirata do Brasil                                    | Non                             | 2010             |
| Bosnie-Herzégovine | piratskapartija                                             | Non                             | 2013             |
| Bulgarie           | Piratska Partija / Партия Пиратска                          | Non                             | 2010             |
| Corée du Sud       | Parti pirate de Corée du Sud                                | Non                             | 2013             |
| Croatie            | Piratska stranka                                            | Oui                             | 2012             |
| Danemark           | Piratpartiet                                                | Non                             | 2010             |
| Espagne            | Partido Pirata Pirates de Catalunya                         | Oui                             | 2010 2012        |
| Estonie            | Eesti Piraadipartei                                         | Non                             | 2013             |
| Finlande           | Piraattipuolue                                              | Oui                             | 2010             |
| Grèce              | Κόμμα Πειρατών Ελλάδας                                      | Oui                             | 2012             |
| Hongrie            | Kalózpárt                                                   | Non                             | 2013             |
| Israël             | מפלגת הפיראטים                                              | Non                             | 2013             |
| Italie             | Partito Pirata Italiano                                     | Oui                             | 2010             |
| Japon              | 海賊党                                                      | Non                             | 2013             |
| Kazakhstan         | Қазақстан Қарақшылар Партиясы / Пиратская Партия Казахстана | Non                             | 2010             |
| Lettonie           | piratupartija                                               | Non                             | 2013             |
| Luxembourg         | Piratepartei                                                | Oui                             | 2010             |
| Maroc              | حزب القراصنة المغربي                                        | Non                             | 2011             |
| Norvège            | Piratpartiet                                                | Oui                             | 2014             |
| Nouvelle-Zélande   | Pirate Party New Zealand                                    | Non                             | 2011             |
| Pays-Bas           | Piratenpartij Nederland                                     | Oui                             | 2010             |
| Pologne            | Polska Partia Piratów                                       | Oui                             | 2013             |
| Portugal           | Partido Português Pirata                                    | Non                             | -                |
| République tchèque | Česká strana pirátská                                       | Oui                             | 2010             |
| Roumanie           | Partidul Piraţilor                                          | Oui                             | 2010             |
| Russie             | Пиратская Партия России                                     | Non                             | 2010             |
| Serbie             | Piratska Partija Srbije                                     | Non                             | 2010             |
| Slovaquie          | Slovenská pirátska strana                                   | Non                             | 2013             |
| Slovénie           | Piratska stranka Slovenije                                  | Oui                             | 2011             |
| Suisse             | Parti pirate suisse                                         | Oui                             | 2010             |
| Tunisie            | حزب القراصنة                                                | Non                             | 2013             |
| Turquie            | Korsan Partisi                                              | Oui                             | 2013             |
| Ukraine            | Піратська Партія України                                    | Oui                             | 2013             |

### Partis membres observateurs du PPI
| Pays       | Nom du parti | Membre du Parti pirate européen | Année d'adhésion        |
| ---------- | --- | ------------------------------- | ----------------------- |
| Autriche   | Piratenpartei Tirol | Non                             | -                       |
| Allemagne  | europe beyond division Junge Piraten Piratenpartei Bayern Piratenpartei Berlin Piratenpartei Hessen Piratenpartei Niedersachsen Piratenpartei Nordrhein-Westfalen | Non                             | - 2011 2013 2011 2012 - |
| Espagne    | Piratas de La Rioja | Non                             | 2013                    |
| Etats-Unis | Pirate party of Florida Pirate Party of New-York | Non                             | 2012 -                  |
| Islande    | Meilleur parti | Non                             | -                       |
| Monde      | Pirates sans frontière / Pirates Without Borders | Non                             | 2011                    |
| Serbie     | Internet Party of Serbia | Non                             | -                       |
| Suède      | Ung Pirat | Non                             | 2013                    |

## Anciens partis membres du PPI

### Anciens partis membres ordinaires du PPI
En février 2015, à la suite de désaccords profonds avec la direction et l’organisation du Parti pirate international, le Parti pirate australien démissionne. Le même mois, le Parti pirate du Royaume-Uni démissionne lui aussi. En mars, le Parti pirate belge suspend sa participation.
Le 20 avril 2015, le Parti pirate islandais vote la sortie du PPI. Selon Arnaldur Sigurðarson, membre de l’exécutif, la sortie du PPI a reçu 96,56 % des voix, ajoutant que : « Le PPI a été assez inutile en ce qui concerne ses objectifs qui devraient être d’encourager la coopération internationale entre les différents partis pirates. »
En mai 2015, le Parti pirate suédois vote à une large majorité la sortie du PPI.
En 2024, le Parti Pirate France, vote largement le départ du PPI sur fond de tension interne.
| Pays        | Nom du parti                                          | Membre du Parti pirate européen | Année d'adhésion | Année de sortie |
| ----------- | ----------------------------------------------------- | ------------------------------- | ---------------- | --------------- |
| Australie   | Pirate party australia*                               | Non                             | 2010             | 2013            |
| Canada      | Pirate Party of Canada / Parti pirate du Canada       | Non                             | 2011             | 2016            |
| France      | Parti pirate                                          | Oui                             | 2010             | 2024            |
| Islande     | Píratar                                               | Oui                             | 2013             | 2015            |
| Irlande     | Pirate Party Ireland / Páirtí Foghlaithe na hÉireann* | Non                             | 2010             | 2012            |
| Royaume-Uni | Pirate Party UK*                                      | Non                             | 2010             | 2015            |

### Anciens partis membres observateurs du PPI
| Pays  | Nom du parti | Membre du Parti pirate européen | Année d'adhésion | Année de sortie |
| ----- | ------------ | ------------------------------- | ---------------- | --------------- |
| Suède | Piratpartiet | Non                             | 2013             | -               |